# راتمیوالا
راتمیوالا (به لاتین: Ratmiwala) یک منطقهٔ مسکونی در سری‌لانکا است که در استان مرکزی (سری‌لانکا) واقع شده‌است.